# Tofiq Bəhramov
Tofiq Bəhramov (en àzeri: Tofiq Bəhramov) (Bakú, RSS de l'Azerbaidjan, Unió Soviètica, 25 de novembre de 1926-Bakú, República de l'Azerbaidjan, 12 d'octubre de 1993) va ser un futbolista, àrbitre i jutge de línia (actualment àrbitre assistent) de futbol azerbaidjanès.

## Trajectòria

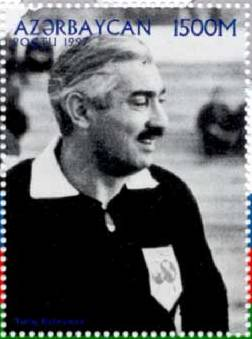
Segell de Tofiq Bəhramov.

Conegut a Anglaterra com «el linier rus», va ser l'àrbitre representant de la Unió Soviètica a la Copa del Món de Futbol de 1966. En aquest campionat només va arbitrar un partit, va ser el que va enfrontar Espanya contra Suïssa (2-1). A la final celebrada el 30 de juliol de 1966 entre Anglaterra i Alemanya Federal arbitrada pel suís Gottfried Dienst, quan el partit estava empatat a 2 gols, al minut 11 de la pròrroga, el davanter Geoff Hurst va xutar a porteria des de fora de l'àrea, impactant la pilota al travesser, i rebotant sobre la línia de gol sense arribar a entrar a porteria. El linier del partit, Tofiq Bəhramov, va concedir gol, quelcom que va esdevenir des de llavors en un dels gols fantasmes més famosos de la història del futbol.
A l'Azerbaidjan és considerat un símbol, i l'estadi Tofiq Bəhramov, el més important del país, porta el nom del jutge de línia. El 2004, aprofitant el partit entre les seleccions de l'Azerbaidjan i Anglaterra, corresponent a la classificació per a l Copa del Món de Futbol de 2006, es va celebrar un gran homenatge en el seu record, incloent-se entre els assistents Geoff Hurst, Michel Platini i Sepp Blatter. Entre els actes en memòria a l'àrbitre àzeri, es va donar a conèixer una estàtua de mida considerable amb la figura de Bəhramov actuant com a àrbitre, sent el primer àrbitre a tenir una estàtua en el seu record. Els aficionats anglesos que es van desplaçar a l'Azerbaidjan a presenciar el partit el 2004, van anar fins a la seva tomba per deixar flors i honrar la seva memòria. A Anglaterra on també se li té gran estima, el 2006 la marca Kit Kat va llançar un anunci televisiu, reproduint la famosa jugada del gol fantasma en què apareix Tofiq Bəhramov menjant Kit Kat, i després d'acudir l'àrbitre principal a consultar per la jugada, Tofiq Bəhramov en veure's sorprès, dona gol.